# Govern de Navarra
El Govern de Navarra o Diputació Foral de Navarra (en basc Nafarroako Gobernua o Nafarroako Foru Aldundia) és l'òrgan amb funció executiva navarrès que revisa els assumptes de matèria econòmico-administrativa. Va quedar regulat en la "Llei Orgànica de Reintegració i Amillorament del Règim Foral de Navarra" de 1982 en el seu Capítol III Art. del 23 al 28.
Malgrat la doble denominació de la institució, és la primera la qual s'empra actualment, això permet distingir-la de l'antiga Diputació Provincial existent fins a 1982 que tenia caràcter de corporació local, mentre que aquesta té caràcter d'òrgan executiu. L'amillorament li assigna la funció executiva, reglamentària i administrativa i la de vetllar especialment per la defensa de la integritat del règim foral de Navarra, havent d'explicar al Parlament de Navarra de qualsevol contrafur que pogués produir-se. Així mateix la figura del President del Govern de Navarra està establerta al capítol IV Art. 29 i 30, és triat pel Parlament de Navarra, designa i separa als altres membres del Govern i ostenta la més alta representació de la Comunitat Foral i l'ordinària de l'Estat a Navarra. Pot cessar si el Parlament aprova una moció de censura o si li denega la seva confiança.

## Presidents del Govern de Navarra
Des de 1983 han ocupat la presidència:
- 1979-1983: Jaime Ignacio del Burgo (UCD)
- 1983-1991: Gabriel Urralburu Tainta (PSN-PSOE)
- 1991-1995: Juan Cruz Alli Aranguren (UPN)
- 1995-1996: Javier Otano Cid (PSN-PSOE)
- 1996-2011: Miguel Sanz Sesma (UPN)
- 2011-2015: Yolanda Barcina Angulo (UPN)
- 2015-2019: Uxue Barkos Berruezo (Geroa Bai)
- 2019-actualitat María Chivite (PSN-PSOE)